# Олонкинбюен
Олонкинбюен (на норвежки: Olonkinbyen) е по-голямото населено място на остров Ян Майен, Норвегия. Наименувано е на руско-норвежкия полярен изследовател Генадий Никитич Олонкин (1898 – 1960).
Намира се в южната по-ниска (769 м) част на острова, наречена Сьор-Ян (Sør-Jan – Южен Ян). Другото селище на острова е Пупеббу (само с 3 непостоянни жители), намиращо се в северната му по-висока (2227 м) част.
Край селището са изградени няколко обекта: станция за далечна радионавигация (от системата Loran-C от Втората световна война) на Норвежките въоръжени сили – закрита през 2016 г., метеорологична станция – на около 2,5 км североизточно, аеродрум (оттатък метеостанцията).
Постоянно население в Олонкинбюен няма, но в него живее персоналът (състоял се от 18 души), обслужващ закритата радионавигациона станция, метеостанцията и аеродрума.
Ръководителят на станцията „Loran-C“ е имал статут на административен и граждански управител на целия остров.